# 루미디
루미디 세데뇨(스페인어: Lumidee Cedeño, 1984년 10월 13일 ~ )는 미국의 래퍼, 가수, 송라이터이다. 그녀는 2003년 빌보드 핫 100에서 3위를 차지했고, 영국을 비롯한 10개국 이상에서 차트 톱 10 안에 들었으며 유럽 주요 국가에서 차트 1위를 차지한 "Never Leave You (Uh Oooh, Uh Oooh)"를 발표하면서 단숨에 유명세를 탔다.